# Понти-ди-Лима
По́нт-де-Ли́ма (порт. Ponte de Lima; ['põt(ɨ) dɨ 'limɐ]) — посёлок городского типа в Португалии, центр одноимённого муниципалитета в составе округа Виана-ду-Каштелу. По старому административному делению входил в провинцию Минью. Входит в экономико-статистический субрегион Минью-Лима, который входит в Северный регион. Численность населения — 2,8 тыс. жителей (посёлок), 44,3 тыс. жителей (муниципалитет). Занимает площадь 321,20 км².
Покровителем посёлка считается Дева Мария.
Праздник посёлка — 20 сентября.

## Расположение
Посёлок расположен в 22 км на восток от адм. центра округа города Виана-ду-Каштелу на берегах реки Лима.
Муниципалитет граничит:
- на севере — муниципалитет Паредеш-де-Кора
- на востоке — муниципалитет Аркуш-де-Валдевеш, Понте-да-Барка
- на юго-востоке — муниципалитет Вила-Верде
- на юге — муниципалитет Барселуш
- на западе — муниципалитет Виана-ду-Каштелу, Каминья
- на северо-западе — муниципалитет Вила-Нова-де-Сервейра

## История
Посёлок основан в 1125 году.
Уникальная красота города, расположенного в самом сердце долины Лима, скрывает глубокие корни и древние легенды. Именно графиня Д. Тереза де Леан в далеком 1125 году, 4 марта, даровала деревне грамоту, назвав ее Terra de Ponte (Земля моста). Спустя годы, уже в 14 веке, Д. Педру I, учитывая геостратегическое положение Понте-де-Лима, приказал построить его стены, так что в итоге получился средневековый город, окруженный стенами и девятью башнями, две из которых сохранились до сих пор, несколько остатков остальных башен и всей оборонительной структуры того времени, а вход в деревню осуществлялся через шесть ворот.
Мост Понте-де-Лима
Мост, давший название этой благородной земле, всегда имел большое значение для всего Алту-Минью (португальский субрегион, расположенный на северо-западе страны и относящийся к Северному региону), поскольку до конца Средневековья он был единственным безопасным переходом через реку Лима на всем ее протяжении. Первобытная была построена римлянами, значительный участок которой до сих пор сохранился на правом берегу Лимы. Средневековая - это выдающаяся архитектурная достопримечательность, и существует очень мало примеров, которые могут сравниться с ней по высоте, красоте и сбалансированности. Она является обязательным ориентиром в маршрутах, путеводителях и картах, многие из которых старые, описывающие прохождение через нее тысяч паломников на пути в Сантьяго-де-Компостела и которые и сегодня идут туда с той же целью.
С XVIII века начинается расширение города, а вместе с ним и разрушение стены, опоясывавшей город. По всему округу Понте-де-Лима начинает процветать роскошь помещичьих усадеб, которыми владели дворяне того времени. Со временем Понте-де-Лима дополнил свою природную красоту великолепными фасадами в стиле готики, маньеризма, барокко, неоклассицизма и XIX века, что значительно повысило историческую, культурную и архитектурную ценность этого уникального уголка Португалии.
Будучи очень важным местом еще со времен Римской империи, он обладал дворцом суда королевства Леон, что подтверждается археологическими находками и другими письменными документами.
Его отличает средневековая архитектура и окрестности, омываемые рекой Лима. Это одна из старейших деревень Португалии. Именно графиня Д. Тереза де Леан в далеком 4 марта 1125 года даровала деревне грамоту, назвав ее Терра-де-Понте.
С 2025 года Понте-де-Лима будет отмечать муниципальный праздник 4 марта, в день дарования хартии, дарованной королевой Терезой в 1125 году, согласно уведомлению, опубликованному 23 мая 2023 года в Официальной газете. Понте-де-Лима также будет отмечать муниципальный праздник 4 марта, в день дарования хартии, дарованной королевой Терезой в 1125 году.

## Население
| Численность населения муниципалитета по годам | Численность населения муниципалитета по годам | Численность населения муниципалитета по годам | Численность населения муниципалитета по годам | Численность населения муниципалитета по годам | Численность населения муниципалитета по годам | Численность населения муниципалитета по годам | Численность населения муниципалитета по годам | Численность населения муниципалитета по годам |       |
| --------------------------------------------- | --------------------------------------------- | --------------------------------------------- | --------------------------------------------- | --------------------------------------------- | --------------------------------------------- | --------------------------------------------- | --------------------------------------------- | --------------------------------------------- | ----- |
| 1801                                          | 1849                                          | 1900                                          | 1930                                          | 1960                                          | 1981                                          | 1991                                          | 2001                                          | 2004                                          | 2021  |
| 13 202                                        | 29 869                                        | 33 314                                        | 36 256                                        | 42 979                                        | 43 797                                        | 43 421                                        | 44 343                                        | 44 609                                        | 41164 |

## Спорт
Понте-де-Лима имеет большие традиции в водных видах спорта, а именно в гребле на байдарках и каноэ, благодаря своему клубу Club Náutico de Ponte de Lima, который был школой подготовки олимпийского чемпиона Фернандо Пименты.

## Транспорт

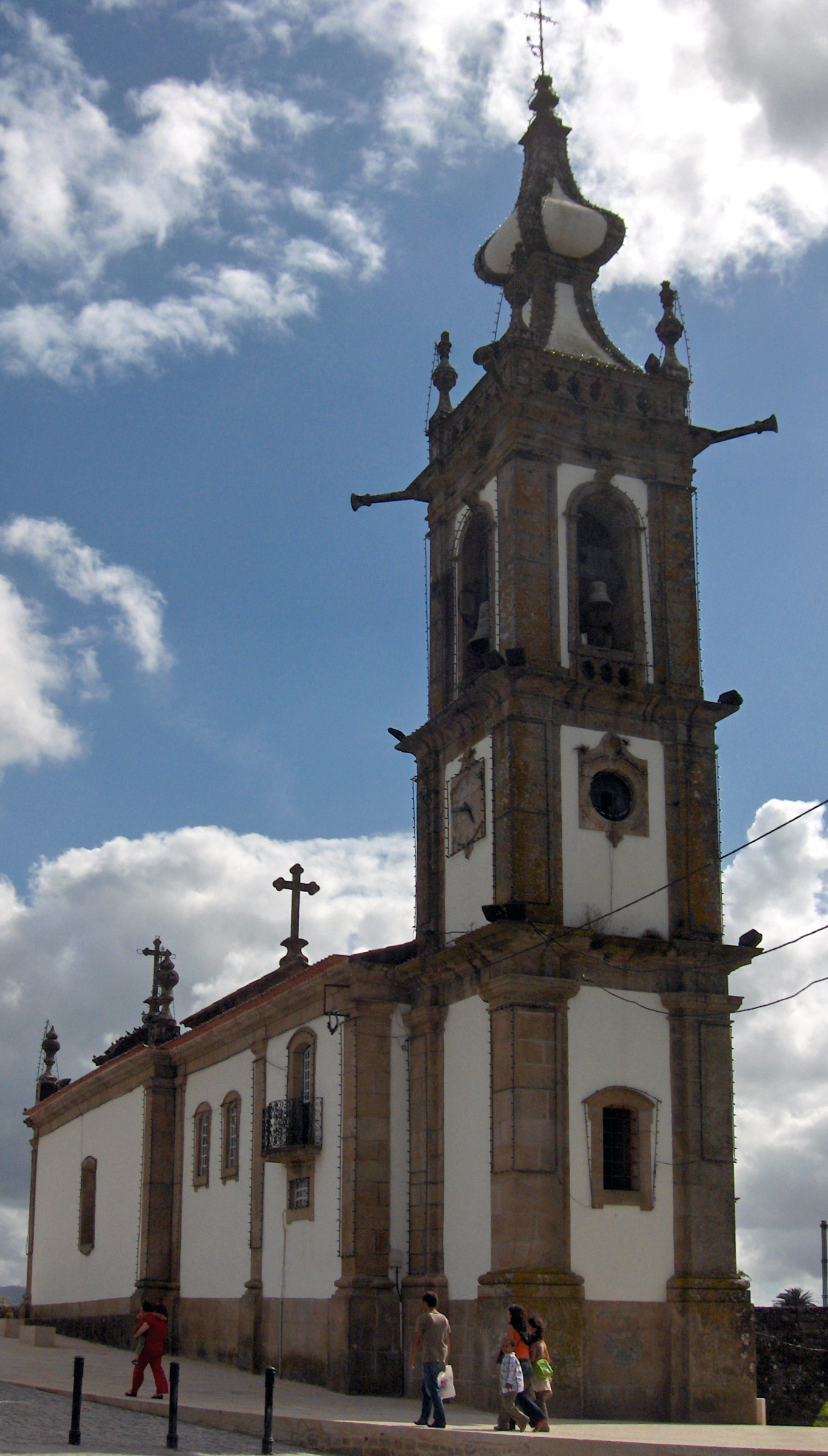
Церковь Святого Антония

## Состав муниципалитета
В муниципалитет входят следующие районы:
| - Анайш - Арка - Аркуш - Аркозелу - Ардеган - Бейрал-ду-Лима - Бертьяндуш - Боальоза - Брандара - Барриу - Кабасуш - Кабрасан - Кальейруш | - Калвелу - Сепойнш - Коррельян - Эшторанш - Фаша - Фейтоза - Фожу-Лобал - Фонтан - Форнелуш - Фрейшу - Фриаштелаш - Гайфар - Гандра | - Жемиейра - Гондуфе - Лабружа - Лабружо - Мату - Морейра-ду-Лима - Навио - Пояреш - Понте-де-Лима - Кейжада - Рефойюш-ду-Лима - Рендуфе - Рибейра | - Сандиайнш - Санта-Комба - Санта-Круш-ду-Лима - Санта-Мария-де-Ребордойнш - Сеара - Сердеделу - Соту-де-Ребордойнш - Са - Вилар-даш-Алмаш - Вилар-ду-Монте - Виторину-даш-Донаш - Виторину-душ-Пиайнш |

## Фотогалерея

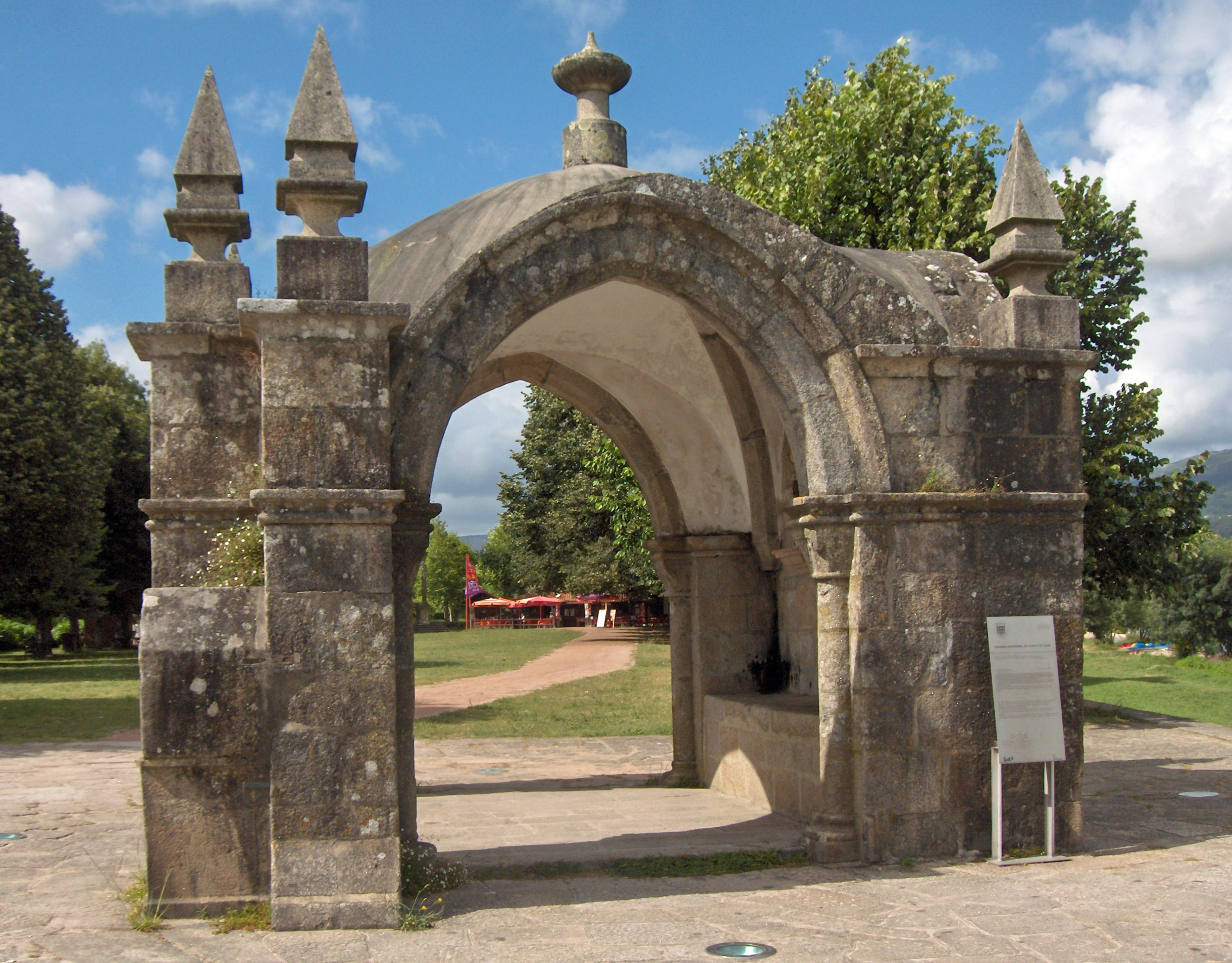
Часовня Анжу-да-Гуарда